# Barys Kit
Barys Uladzimirovič Kit (bělorusky Барыс Уладзіміравіч Кіт, rusky Борис Владимирович Кит; 6. dubna 1910 Petrohrad, Rusko – 1. února 2018 Frankfurt nad Mohanem) byl běloruský a americký matematik, fyzik, chemik a odborník na kosmonautiku. Působil zejména ve Spojených státech amerických.

## Životopis
Narodil se v Petrohradu v rodině Bělorusa, zaměstnance Ministerstva pošty a telegrafu, s rodiči se nedlouho poté přestěhoval do jejich běloruského domova. V letech 1928 až 1933 vystudoval matematiku na Univerzitě Štěpána Báthoryho ve Vilniusu (tehdy polské Wilno). Začal vyučovat matematiku na běloruském gymnáziu ve Vilniusu a v roce 1939 se stal jeho ředitelem.
Po začátku druhé války a připadnutí Vilniusu Litvě se vrátil do sovětského Běloruska a začal se věnovat rozvoji místního školství. Byl jmenován školním inspektorem Baranovičského okruhu a vyučoval i na baranovičském učitelském ústavu. V té době byla v oblasti díky jeho úsilí otevřena celá řada škol.
V roce 1941 byl Sovětský svaz přepaden nacisty. Kit pak pracoval jako učitel a ředitel pedagogické školy v běloruských Pastavách. Pro podezření ze spolupráce s partyzány byl uvězněn gestapem a víc než měsíc strávil ve vězení. Byl propuštěn po písemných zárukách od bývalých studentů. V roce 1943 se stal ředitelem obchodní školy v Maladzečně, k jejímuž otevření vydaly německé okupační úřady povolení. V roce 1944 mu naopak kvůli jeho pedagogické činnosti hrozilo obvinění z kolaborování s nacisty ze strany sovětských orgánů, odjel proto do Německa, kde pracoval v mnichovském ukrajinském gymnáziu opět jako učitel matematiky. Zároveň studoval na zdravotnické fakultě mnichovské univerzity.

### Práce v USA
Na konci roku 1948 se přestěhoval do USA, kde pracoval ve farmaceutické společnosti. Pomáhal nově přistěhovalým běloruským imigrantům. V roce 1950 se přemístil do Los Angeles a začal pracovat jako chemik v různých společnostech.
Od poloviny 50. let začala jeho vědecká dráha v oblasti astronautiky a kosmického výzkumu, která trvala 25 let. Nastoupil do společnosti North American Aviation, kde zkoumal možností použití tekutého vodíku jako raketového paliva. V roce 1960 vydal první učebnici o palivu pro raketové systémy v dějinách. Jako matematik-analytik vypracoval pro International Telephone and Telegraph Corporation systém prostředků spojení mezi Zemí a Měsícem jako součást programu Apollo.
Zaměstnala ho i americká vláda, pro niž působil jako konzultant pro otázky sovětské kosmonautiky. V roce 1964 popsal její stav v publikaci vydané ve spoluautorství s Frederickem Ordwayem. Přednášel také matematiku na Marylandské univerzitě, kde i později byl emeritním profesorem.

### Práce v Německu
V roce 1972 se přestěhoval do Německa a usadil se ve Frankfurtu. V roce 1982 získal titul Ph.D. na Univerzitě v Řezně.

## Osobní život
Měl dva syny, jeden se věnoval rovněž astronautice, druhý se stal chirurgem. Žil s manželkou Tamarou Kazevičovou.

## Ocenění
Barys Kit byl čestným členem předsednictva Německé astronautické společnosti Hermanna Obertha, členem výboru Mezinárodní astronautické akademie, viceprezidentem Eurasijské mezinárodní astronomické akademie.
Byl čestným občanem Navahrudaku. 3. října 1991 obdržel Kit diplom akademika Mezinárodní akademie astronautiky.